# Operário Ferroviário Esporte Clube
L'Operário Ferroviário Esporte Clube, meglio noto come Operário, è una società calcistica brasiliana con sede nella città di Ponta Grossa.

## Storia
La squadra è stata fondata il 1º maggio 1912, il che la rende la seconda più antica dello stato del Paraná. Il club ha vinto la sezione della "zona meridionale" del Campeonato Paranaense Segunda Divisão nel 1969. L'Operário ha partecipato al Campeonato Brasileiro Série A nel 1979 e al Campeonato Brasileiro Série B nel 1980, 1989, 1990 e 1991.

## Palmarès

### Competizioni nazionali
- Campeonato Brasileiro Série C: 1

2018
- Campeonato Brasileiro Série D: 1

2017

### Competizioni statali
- Campionato Paranaense: 2

2015, 2025
- Campeonato Paranaense Segunda Divisão: 3

1916, 1969 (zona meridionale), 2018
- Taça FPF: 1

2016

## Organico

### Rosa 2021
| N. |                    | Ruolo | Calciatore      |
| -- | ------------------ | ----- | --------------- |
|    | Brasile (bandiera) | P     | Henrique        |
|    | Brasile (bandiera) | P     | Simão           |
|    | Brasile (bandiera) | P     | Thiago Braga    |
|    | Brasile (bandiera) | D     | Bonfim          |
|    | Brasile (bandiera) | D     | Fábio Alemão    |
|    | Brasile (bandiera) | D     | Gustavo Lopes   |
|    | Brasile (bandiera) | D     | Odivan          |
|    | Brasile (bandiera) | D     | Reniê           |
|    | Brasile (bandiera) | D     | Rodolfo Filemon |
|    | Brasile (bandiera) | D     | Zemarcio        |
|    | Brasile (bandiera) | D     | Alex Silva      |
|    | Brasile (bandiera) | D     | Lucas Mendes    |
|    | Brasile (bandiera) | D     | Djalma Silva    |
|    | Brasile (bandiera) | D     | Fabiano         |
|    | Brasile (bandiera) | C     | Guedes          |
|    | Brasile (bandiera) | C     | Leandro Vilela  |
|    | Brasile (bandiera) | C     | Pedro Ken       |
|    | Brasile (bandiera) | C     | Marcelo Santos  |

| N. |                    | Ruolo | Calciatore       |
| -- | ------------------ | ----- | ---------------- |
|    | Brasile (bandiera) | C     | Rafael Chorão    |
|    | Brasile (bandiera) | C     | Tibagi           |
|    | Brasile (bandiera) | C     | Alan             |
|    | Brasile (bandiera) | C     | Leandrinho       |
|    | Brasile (bandiera) | C     | Marcelo          |
|    | Brasile (bandiera) | C     | Rafael Longuine  |
|    | Brasile (bandiera) | C     | Rafael Oller     |
|    | Brasile (bandiera) | C     | Tomas Bastos     |
|    | Brasile (bandiera) | A     | Alemão           |
|    | Brasile (bandiera) | A     | Felipe Garcia    |
|    | Brasile (bandiera) | A     | Giovani          |
|    | Brasile (bandiera) | A     | Gustavo Coutinho |
|    | Brasile (bandiera) | A     | Jean Carlo       |
|    | Brasile (bandiera) | A     | Paulo Sérgio     |
|    | Brasile (bandiera) | A     | Rodrigo Pimpão   |
|    | Brasile (bandiera) | A     | Schumacher       |
|    | Bolivia (bandiera) | A     | Thomaz           |

### Rosa 2020
| N. |                    | Ruolo | Calciatore    |
| -- | ------------------ | ----- | ------------- |
|    | Brasile (bandiera) | P     | André Luiz    |
|    | Brasile (bandiera) | P     | Fabrício      |
|    | Brasile (bandiera) | P     | Henrique      |
|    | Brasile (bandiera) | P     | Rodrigo Viana |
|    | Brasile (bandiera) | P     | Thiago Braga  |
|    | Brasile (bandiera) | D     | Bonfim        |
|    | Uruguay (bandiera) | D     | Juan Sosa     |
|    | Brasile (bandiera) | D     | Peixoto       |
|    | Brasile (bandiera) | D     | Reniê         |
|    | Brasile (bandiera) | D     | Ricardo Silva |
|    | Brasile (bandiera) | D     | Alex Silva    |
|    | Brasile (bandiera) | D     | Sávio         |
|    | Brasile (bandiera) | D     | Danilo        |
|    | Brasile (bandiera) | D     | Fabiano       |
|    | Brasile (bandiera) | D     | Julinho       |
|    | Brasile (bandiera) | C     | Fábio         |
|    | Brasile (bandiera) | C     | Jardel        |

| N. |                     | Ruolo | Calciatore       |
| -- | ------------------- | ----- | ---------------- |
|    | Paraguay (bandiera) | C     | Jorge Jiménez    |
|    | Brasile (bandiera)  | C     | Pedro Ken        |
|    | Brasile (bandiera)  | C     | Marcelo          |
|    | Brasile (bandiera)  | C     | Clayton          |
|    | Brasile (bandiera)  | C     | Cleyton Rafael   |
|    | Paraguay (bandiera) | C     | Cristhian Aguada |
|    | Brasile (bandiera)  | C     | Rafael Chorão    |
|    | Brasile (bandiera)  | C     | Thomaz           |
|    | Brasile (bandiera)  | C     | Tomas Bastos     |
|    | Brasile (bandiera)  | A     | Alemão           |
|    | Brasile (bandiera)  | A     | Douglas Coutinho |
|    | Brasile (bandiera)  | A     | Jean Carlo       |
|    | Brasile (bandiera)  | A     | Jefinho          |
|    | Brasile (bandiera)  | A     | Lucas Batatinha  |
|    | Brasile (bandiera)  | A     | Maranhão         |
|    | Brasile (bandiera)  | A     | Roger            |
|    | Brasile (bandiera)  | A     | Schumacher       |